# Tango y Cash
Tango & Cash es una película estadounidense de acción de 1989, dirigida por Andréi Konchalovski y protagonizada por Sylvester Stallone y Kurt Russell. Está considerada una “buddy movie” o “película de colegas”, un género en el que dos personajes con personalidades opuestas pero complementarias se ven obligados a trabajar en equipo. 

## Argumento
La película comienza mostrando al teniente de policía Raymond "Ray" Tango (Sylvester Stallone) en una persecución con un camión cisterna que presuntamente llevaba un cargamento de drogas. Raymond logra detenerlo y demuestra ante los policías que luego llegan que se trataba de cocaína.
Tango, del Departamento de Policía de Beverly Hills, y el teniente Gabriel Cash (Kurt Russell), del Centro de Los Ángeles, se han ganado la reputación de haber interrumpido la operación de contrabando de Yves Perret (Jack Palance), un traficante de drogas y armas, que ha perdido millones de dólares gracias a Tango y a Cash, en sus respectivas jurisdicciones. Perret planea un elaborado plan para desacreditarlos y humillarlos antes de finalmente torturarlos hasta la muerte. Informados individualmente de un falso negocio de drogas que tendrá lugar más tarde esa noche, los detectives se reúnen por primera vez en el lugar. Descubren un cuerpo muerto, golpeado con un cable justo antes de que el FBI llegue y rodee al dúo. El agente Wyler (Lewis Arquette) encuentra la pistola de respaldo de Cash con supresor en el suelo y los detiene. En su juicio por asesinato, Tango y Cash son incriminados por una cinta de audio; verificado en el tribunal por Skinner (Michael Jeter), un experto en audio, la cinta parece revelar que dispararon contra el agente encubierto del FBI después de discutir una compra de drogas. Con la evidencia acumulada en contra de ellos, no disputan un cargo menor a cambio de sentencias reducidas en una prisión de mínima seguridad; en cambio, son transportados a una prisión de máxima seguridad y están alojados con muchos de los criminales que cada uno de ellos arrestó.
Una vez en prisión, Tango y Cash son sacados de sus camas y torturados por Requin (Brion James), el secuaz de Perret, y una pandilla de prisioneros, hasta que Matt Sokowski (Phil Rubenstein), el ayudante del alcaide y excomandante en jefe de Cash, los rescata. Sokowski recomienda que escapen y les proporciona un plan, pero Tango decide no ir. Cuando Cash trata de escapar, encuentra a Sokowski asesinado y es perseguido por los guardias. Tango lo rescata y se dirigen al techo; Cash se las arregla para saltar fuera de los muros de la prisión, pero Tango es atacado por Face (Robert Z'Dar). Tango logra empujarlo hacia un transformador, electrocutándolo. Para limpiar sus nombres, deciden separarse y Tango le dice a Cash que si necesita contactarlo, puede ir al Club Cleopatra y pedir por Katherine "Kiki" (Teri Hatcher), la hermana de Tango.
Los detectives visitan luego a los testigos que los inculparon en la corte. Tango intercepta a Wyler, quien admite que Requin estaba a cargo de matar al agente del FBI; Wyler se suicida en un coche bomba mientras intenta escapar, con lo que Raymond se queda sin pruebas por parte de él. Cash descubre que Skinner hizo la cinta incriminatoria él mismo, y comienza a destruir el costoso equipo de Skinner hasta que este accede a ayudar a exonerarlos. Cash encuentra a Katherine, la hermana de Tango, pero rápidamente es rodeada por policías; ella ayuda a Cash a escapar del club nocturno haciéndolo pasar por un travesti. Más tarde esa noche, Tango se reúne con Cash y el dúo se encuentra en la casa de Katherine con Schroeder (Geoffrey Lewis), el comandante de Tango. Él les da la dirección de Requin y les dice que tienen 24 horas para descubrir para quién trabaja; Tango y Cash aprehenden a Requin y lo engañan, haciéndose pasar Tango por un policía violento, para que les cuente quién esta detrás de todo el asunto, que resulta ser Perret. El amigo experto en armas de Cash, Owen (Michael J. Pollard), les permite tomar prestado un vehículo de asalto de alta tecnología.
Tango y Cash se infiltran en la fábrica de Perret, acabando con sus secuaces, gracias a las armas proporcionadas por Owen. En un enfrentamiento, ya dentro de la fábrica, Cash le salva la vida a Tango, justo antes de un hombre armado le dispare a este por la espalda. El dúo llega a la oficina de Perret; sin embargo, este ha secuestrado a Katherine e inicia un temporizador que activa el procedimiento de autodestrucción automática del edificio. Después de matar al personal de seguridad principal de Perret, Requin sujeta a Katherine y la amenaza con un cuchillo, aunque de todos modos luego la arroja a un lado para luchar contra los detectives mano a mano. Cash mata a Requin y Perret aparece en una sala de espejos y apunta con un arma a la cabeza de Katherine; ambos detectives eligen el Perret correcto, disparándole en la frente. Toman a Katherine y apenas escapan mientras el edificio explota. 
La película acaba mostrando portadas de diarios, donde los titulares dicen que Tango y Cash han sido reivindicados por completo.

## Reparto
- Sylvester Stallone como Tte. Ray Tango
- Kurt Russell como Tte. Gabriel Cash
- Teri Hatcher como Katherine "Kiki" Tango
- Jack Palance como Yves Perret
- Brion James como Requin
- Geoffrey Lewis - Cap. Schroeder
- Eddie Bunker como Cap. Holmes
- James Hong como Quan
- Marc Alaimo como López
- Michael J. Pollard como Owen
- Robert Z'Dar como Face
- Lewis Arquette como Agente Federal Wyler
- Roy Brocksmith como Agente Federal Davis
- Richard Fancy como Nolan, abogado de Tango y Cash
- Michael Jeter como Skinner, experto en audio
- Clint Howard como "Slinky", compañero de celda de Tango

## Producción
El rodaje empezó el 12 de junio de 1989 y terminó extendiéndose hasta el 20 de octubre del mismo año. Se hizo principalmente en localizaciones de Los Ángeles, California, aunque las escenas de la prisión en el filme se rodaron en el Mansfield Reformatory en el estado de Ohio. La razón por la extensión fue, que el rodaje terminó siendo turbulento y adquirió así fama por ello.
Para el comienzo Donald Peterman iba a ser el director de fotografía pero él abandonó la película sin haber rodado antes un solo plano, por lo que fue sustituido por Barry Sonnenfeld teniendo muy poco tiempo para prepararse. Luego el rodaje empezó sin un guion terminado. Por ello Patrick Swayze, que iba a interpretar originalmente el papel de Cash, abandonó la producción y fue solo entonces cuando Kurt Russell ocupó su lugar. Luego se reescribió el guion una y otra vez. También otros desastres ocurrieron como la sustitución de Sonnenfeld por Donald E. Thorin en medio del rodaje.
Por ello, al final, Stallone terminó haciendo en esta obra cinematográfica de productor, escritor, director y, por supuesto, también de actor para poder terminarla.

## Banda sonora
- "Best of What I Got" - Bad English
- "Let the Day Begin" - The Call
- "Don't Go" - Yazoo
- "Poison" - Alice Cooper
- "It's No Crime" - Kenneth "Babyface" Edmonds
- "Harlem Nocturne" - Darktown Strutters

## Recepción
La cinta se estrenó el 22 de diciembre de 1989. A pesar de contar con el actor de acción más popular de la época (Stallone) y un actor consagrado (Russell), Tango & Cash recibió críticas negativas y recaudó $120 millones de dólares contra un presupuesto de $55 millones. Fue nominada a tres premios Golden Raspberry (Razzies): a "Peor Actor" (Sylvester Stallone), "Peor Actriz de Reparto" (Kurt Russell como travesti) y "Peor Guion". No "ganó" ninguno de los tres.
La película posee una aprobación del 30% por parte de la crítica especializada en Rotten Tomatoes, basada en 46 reseñas, y una aprobación del 52% por parte de la audiencia. La cinta tiene una puntuación de 5,3/10 en FilmAffinity, y una de 6,4/10 en Internet Movie Database (IMDb).